# Vicente García (compositor)
Vicente García Velcaire (Valencia, 24 de enero de 1593-Toledo, 21 de mayo de 1650), fue un compositor español del barroco.

## Biografía
Sirvió en capillas de numerosas ciudades españolas: Orihuela, Valencia, Cuenca, Madrid, Toledo etc. Desde 1609 a 1618 tuvo la capilla real de la catedral de Orihuela, aunque solo tomó posesión de ella el 16 de mayo de 1610. En marzo de 1618 marchó a Valencia y en 1619 sucedió a Juan Bautista Comes como maestro de capilla de la catedral de Valencia, donde estuvo hasta 1632; tuvo el mismo puesto en la catedral de Cuenca entre 1632 y 1634 y en el monasterio de la Encarnación de Madrid desde 1634 a 1645; en ese último año marchó a la catedral de Toledo, y falleció en esta ciudad en 1650.
Gran parte de su obra se ha perdido y el resto se conserva manuscrita.
El teórico del siglo XVII Andrés Lorente, en su famoso libro El Porqué de la Música (Alcalá de Henares, 1652), lo cita entre “los más insignes maestros que ha habido y hay en nuestros tiempos”, junto a figuras como Juan Pérez Roldán, Matías Ruiz y Carlos Patiño, y el poeta ilustrado dieciochesco y también compositor Tomás de Iriarte lo menciona como uno de sus doce músicos favoritos de toda la historia de la música española en su poema didáctico La música.

## Obras
Se conservan de él una misa, tres motetes (todos a ocho voces), un Beatus vir, diversas letanías y un villancico. Hay varias composiciones policorales de su autoría en el archivo de la catedral de Orihuela, por ejemplo un Aspice domine, a 8 voces en doble coro y contínuo suyo en Música de la Catedral de Orihuela, transcripciones de José Climent, Orihuela, 2003. También el tono humano o canción "Gigante de perla y nácar" a cuatro voces de 1636, sin acompañamiento y en el estilo polifónico de su tiempo, recogido en el Manojuelo poético-musical de Nueva York: (The Hispanic Society of America), edición crítica de Lola Josa y Mariano Lambea, Madrid: CSIC, 2008. Igualmente, el himno sacro "Defensor alme Hispaniae" en el Archivo de la Catedral de Valencia y el perdido "Salpica la fuentecilla".